# رافایل وارناک
رافایل جمالیل وارناک (متولد ۲۳ ژوئیه ۱۹۶۹) کشیش و سیاستمدار دموکرات آمریکایی است که از ۲۰ ژانویه ۲۰۲۱ سناتور ایالات متحده از جرجیا است. وی از سال ۲۰۰۵ کشیش ارشد کلیسای بپتیست ابنزر در آتلانتا بوده‌است. وارنوک در انتخابات ویژه سنا در سال ۲۰۲۰ در جورجیا کلی لوفلر، سناتور جمهوری‌خواه، را شکست داد و به اولین سناتور سیاهپوست تاریخ جورجیا تبدیل شد.

## سنین جوانی و تحصیل
وارنوک اهل ساوانا، جورجیا است. وی یازدهمین فرزند از ۱۲ فرزند وارلین و جاناتان وارناک است که، هر دو شبان پنطیکاستی اند. او در مسکن دولتی بزرگ شد. وی از دبیرستان سل سی جانسون و کالج مورهاوس فارغ‌التحصیل شد. وی سپس از حوزه علمیه الهیاتی یونیون، مدرسه ای وابسته به دانشگاه کلمبیا ، فوق لیسانس الهیات، فوق لیسانس و پی اچ دی گرفت.

## کار مذهبی
وارناک به عنوان کشیش جوانان و سپس به عنوان دستیار کشیش در کلیسای باپتیست حبشی در نیویورک، و کشیش ارشد در کلیسای جماعتی یادبود داگلاس در بالتیمور کار کرد. در سال ۲۰۰۵ وی کشیش ارشد کلیسای باپتیست ابنزردر آتلانتا، جورجیا، جماعت سابق مارتین لوتر کینگ جونیور شد. وی پنجمین شخصی است که از زمان تأسیس تاکنون به عنوان کشیش ارشد ابنزر فعالیت می‌کند.
وارناک به عنوان کشیش حامی عفو تروی دیویس که در سال ۲۰۱۱ اعدام شد بود. در سال ۲۰۱۳، وارناک در مراسم دعای عمومی در مراسم تحلیف دوم باراک اوباما، مراسم دعای خیر را اجرا کرد. در مارس ۲۰۱۹، وارناک جلسه ای بین ادیان دربارهٔ تغییرات آب و هوا را در کلیسای خود برگزار کرد که در آن ال گور و ویلیام باربر دوم حضور داشتند.

## سیاست
در مارس ۲۰۱۴، وارناک رهبری تحصنی در کاپیتول ایالت جورجیا را بر عهده گرفت و خواستار فشار بر قانون گذاران ایالتی شد تا گسترش مدیکید که امکان آن در قانون حمایت از بیمار و مقرون به صرفه فراهم آمده را بپذیرند. وی و دیگر رهبران در جریان اعتراض دستگیر شدند. در سال ۲۰۱۵، وارنوک کاندیداتوری در انتخابات سال ۲۰۱۶ مجلس سنا را برای کرسی جانی ایساکسون به عنوان عضوی از حزب دموکرات مد نظر داشت. او نهایتاً ترجیح داد نامزد نشود.
از ژوئن ۲۰۱۷ تا ژانویه ۲۰۲۰، وارنوک ریاست پروژه جورجیای جدید را بر عهده داشت، یک سازمان غیرحزبی که بر ثبت نام رای‌دهندگان متمرکز بود.
در ژانویه ۲۰۲۰ وارناک تصمیم گرفت در انتخابات ویژه ۲۰۲۰ سنای ایالات متحده برای کرسی کلی لافلر شرکت کند. لافلر پس از استعفای ایساکسون به این سمت منصوب شد. وی توسط سناتورهای دموکرات کوری بوکر، شرود براون، کیرستن گیلیبراند، جف مرکلی، کریس مورفی، برنی سندرز، برایان شاتز و الیزابت وارن، کمیته مبارزات سناتور دموکراتیک و استیسی آبرامز، علاوه بر رئیس‌جمهور سابق باراک اوباما و جیمی کارتر چندین بازیکن آتلانتا دریم، تیم WNBA که تحت مالکیت لوفلر است، در پاسخ به اظهارنظرهای بحث‌برانگیزی که لوفلر در مورد جنبش جان سیاهپوستان مهم است داشت، پیراهن‌های حامی وارناک را به تن کردند.